# Quênia nos Jogos Olímpicos de Inverno da Juventude de 2016
O Quênia participará dos Jogos Olímpicos de Inverno da Juventude de 2016, a serem realizados em Lillehammer, na Noruega com uma atleta no esqui alpino. Será a estreia do país em Jogos Olímpicos de Inverno da Juventude.

## Esqui Alpino

### Feminino
Sabrina Wanjiku Simader